# Specie di Scytodidae
Di seguito sono descritte tutte le 228 specie della famiglia di ragni Scytodidae note al giugno 2013.

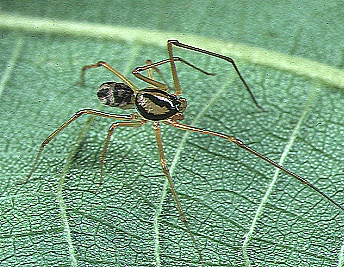
Scytodes fusca, maschio

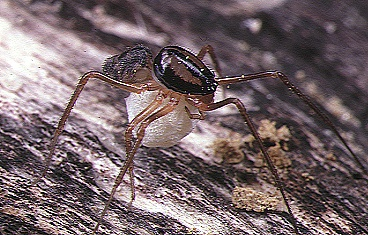
Scytodes fusca, femmina con sacco ovigero

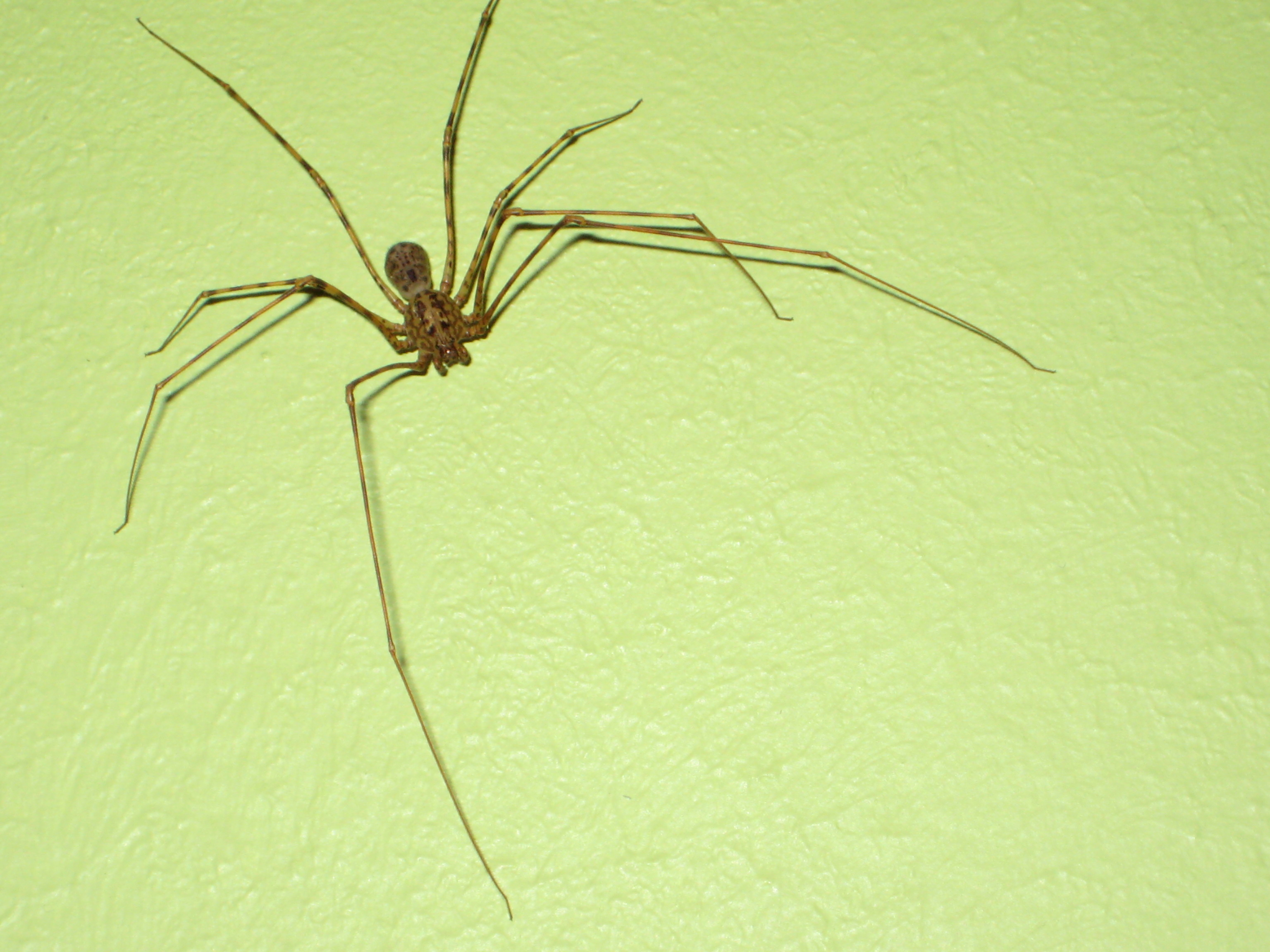
Scytodes globula

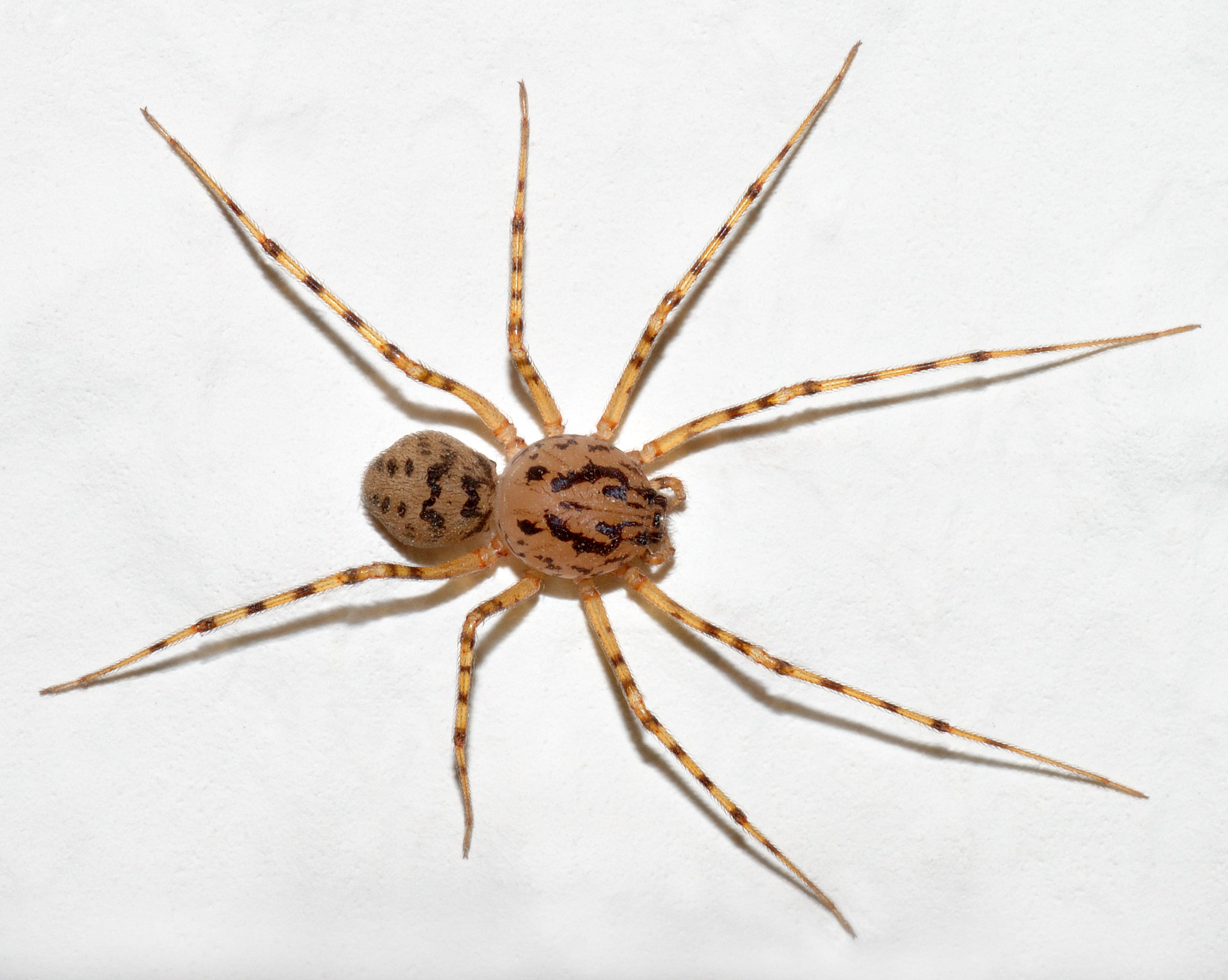
Scytodes thoracica

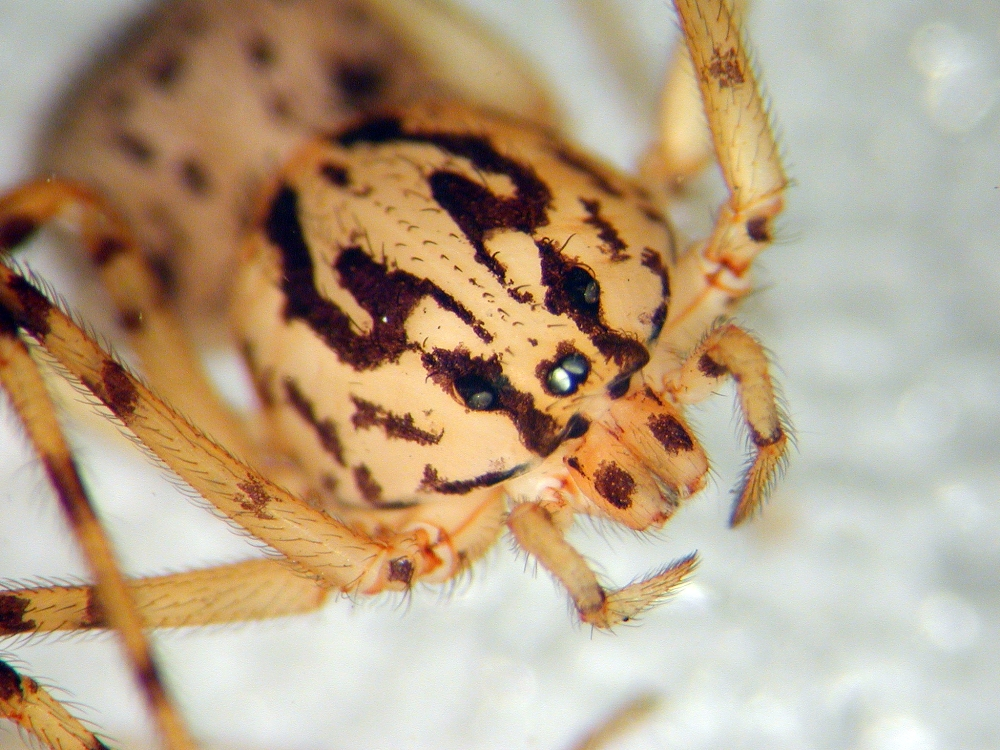
Scytodes thoracica, vista frontale

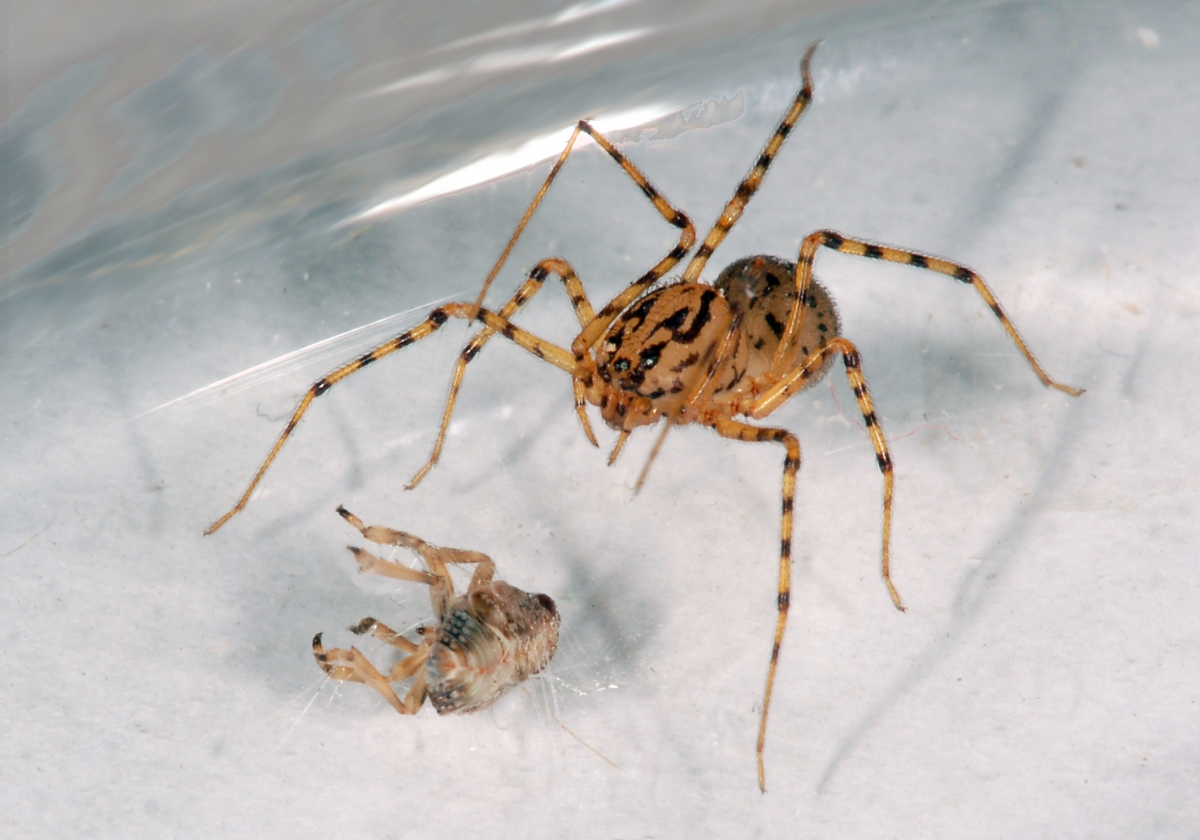
Scytodes thoracica, sputa su un cicadellide

## Dictis
Dictis L. Koch, 1872
- Dictis denticulata Dankittipakul & Singtripop, 2010 — Thailandia
- Dictis elongata Dankittipakul & Singtripop, 2010 — Thailandia
- Dictis striatipes L. Koch, 1872 — dalla Cina all'Australia
- Dictis thailandica Dankittipakul & Singtripop, 2010 — Thailandia

## Scyloxes
Scyloxes Dunin, 1992
- Scyloxes asiatica Dunin, 1992 — Tagikistan

## Scytodes
Scytodes Latreille, 1804
- Scytodes adisi Rheims & Brescovit, 2009 — Brasile
- Scytodes aethiopica Simon, 1907 — Etiopia
- Scytodes affinis Kulczynski, 1901 — Etiopia
- Scytodes aharonii Strand, 1914 — Israele
- Scytodes akytaba Rheims & Brescovit, 2006 — Brasile
- Scytodes alayoi Alayón, 1977 — Messico, Cuba
- Scytodes albiapicalis Strand, 1907 — Cina
- Scytodes alcomitzli Rheims, Brescovit & Durán-Barrón, 2007 — Messico
- Scytodes alfredi Gajbe, 2004 — India
- Scytodes altamira Rheims & Brescovit, 2000 — Brasile
- Scytodes antonina Rheims & Brescovit, 2009 — Brasile
- Scytodes apuecatu Rheims & Brescovit, 2006 — Brasile
- Scytodes arboricola Millot, 1946 — Costa d'Avorio
- Scytodes arenacea Purcell, 1904 — Sudafrica
- Scytodes armata Brescovit & Rheims, 2001 — Costa Rica
- Scytodes aruensis Strand, 1911 — Isole Aru (Arcipelago delle Molucche)
- Scytodes arwa Rheims, Brescovit & van Harten, 2006 — Yemen
- Scytodes atlacamani Rheims, Brescovit & Durán-Barrón, 2007 — Messico
- Scytodes atlacoya Rheims, Brescovit & Durán-Barrón, 2007 — Messico
- Scytodes atlatonin Rheims, Brescovit & Durán-Barrón, 2007 — Messico
- Scytodes auricula Rheims & Brescovit, 2000 — Brasile
- Scytodes balbina Rheims & Brescovit, 2000 — Brasile
- Scytodes becki Rheims & Brescovit, 2001 — Brasile
- Scytodes bergeri Strand, 1915 — Namibia
- Scytodes bertheloti Lucas, 1838 — dal Mediterraneo al Turkmenistan, Isole Seychelles
  - Scytodes bertheloti annulipes Simon, 1907 — Tunisia, Libia
- Scytodes bilqis Rheims, Brescovit & van Harten, 2006 — Yemen
- Scytodes blanda Bryant, 1940 — Cuba
- Scytodes bocaina Rheims & Brescovit, 2009 — Brasile
- Scytodes bonito Rheims & Brescovit, 2009 — Brasile
- Scytodes brignolii Rheims & Brescovit, 2009 — Brasile
- Scytodes broomi Pocock, 1902 — Sudafrica
- Scytodes caffra Purcell, 1904 — Sudafrica
- Scytodes caipora Rheims & Brescovit, 2004 — Brasile
- Scytodes camerunensis Strand, 1906 — Camerun
- Scytodes canariensis Wunderlich, 1987 — Isole Canarie
- Scytodes caratinga Rheims & Brescovit, 2009 — Brasile
- Scytodes caure Rheims & Brescovit, 2004 — Brasile
- Scytodes cavernarum Roewer, 1962 — Malaysia
- Scytodes cedri Purcell, 1904 — Sudafrica
- Scytodes cellularis Simon, 1907 — Congo
- Scytodes championi F. O. P.-Cambridge, 1899 — dal Messico al Brasile
- Scytodes chantico Rheims, Brescovit & Durán-Barrón, 2007 — Messico
- Scytodes chapeco Rheims & Brescovit, 2009 — Brasile
- Scytodes chiconahui Rheims, Brescovit & Durán-Barrón, 2007 — Messico
- Scytodes chiquimula Brescovit & Rheims, 2001 — Guatemala
- Scytodes chopim Rheims & Brescovit, 2009 — Brasile
- Scytodes clavata Benoit, 1965 — Congo
- Scytodes cogu Brescovit & Rheims, 2001 — Costa Rica
- Scytodes congoanus Strand, 1908 — Congo
- Scytodes constellata Lawrence, 1938 — Sudafrica
- Scytodes coronata Thorell, 1899 — Africa occidentale
- Scytodes cotopitoka Rheims et al., 2005 — Brasile
- Scytodes cubensis Alayón, 1977 — Cuba, Trinidad
- Scytodes curupira Rheims & Brescovit, 2004 — Brasile
- Scytodes darlingtoni Alayón, 1977 — Cuba
- Scytodes diminuta Valerio, 1981 — Costa Rica
- Scytodes dissimulans Petrunkevitch, 1929 — Porto Rico
- Scytodes dollfusi Millot, 1941 — Costa d'Avorio
- Scytodes domhelvecio Rheims & Brescovit, 2009 — Brasile
- Scytodes dorothea Gertsch, 1935 — USA
- Scytodes drakensbergensis Lawrence, 1947 — Sudafrica
- Scytodes eleonorae Rheims & Brescovit, 2001 — Brasile
- Scytodes elizabethae Purcell, 1904 — Sudafrica
- Scytodes farri Alayón, 1985 — Giamaica
- Scytodes flagellata Purcell, 1904 — Sudafrica
- Scytodes fourchei Lessert, 1939 — Africa centrale e orientale
- Scytodes fusca Walckenaer, 1837 — Regione fra i due tropici
- Scytodes genebra Rheims & Brescovit, 2009 — Brasile
- Scytodes gertschi Valerio, 1981 — Panama
- Scytodes gilva (Thorell, 1887) — India, Myanmar
- Scytodes globula Nicolet, 1849 — Bolivia, Brasile, Argentina, Uruguay, Cile
- Scytodes gooldi Purcell, 1904 — Sudafrica
- Scytodes grammocephala Simon, 1909 — Vietnam
- Scytodes guapiassu Rheims & Brescovit, 2009 — Brasile
- Scytodes guttipes Simon, 1893 — Venezuela, Trinidad
- Scytodes hahahae Rheims & Brescovit, 2001 — Brasile
- Scytodes humilis L. Koch, 1875 — Etiopia
- Scytodes iabaday Rheims & Brescovit, 2001 — Brasile
- Scytodes ilhota Rheims & Brescovit, 2009 — Brasile
- Scytodes imbituba Rheims & Brescovit, 2009 — Brasile
- Scytodes immaculata L. Koch, 1875 — Egitto
- Scytodes insperata Soares & Camargo, 1948 — Brasile
- Scytodes intricata Banks, 1909 — dal Messico alla Costa Rica
- Scytodes itabaiana Rheims & Brescovit, 2009 — Brasile
- Scytodes itacuruassu Rheims & Brescovit, 2006 — Brasile
- Scytodes itapecerica Rheims & Brescovit, 2009 — Brasile
- Scytodes itapevi Brescovit & Rheims, 2000 — Brasile
- Scytodes itzana Chamberlin & Ivie, 1938 — Messico
- Scytodes itzli Rheims, Brescovit & Durán-Barrón, 2007 — Messico
- Scytodes janauari Brescovit & Höfer, 1999 — Brasile
- Scytodes jousseaumei Simon, 1907 — Gibuti
- Scytodes jurubatuba Rheims & Brescovit, 2009 — Brasile
- Scytodes jurupari Rheims & Brescovit, 2004 — Brasile
- Scytodes jyapara Rheims & Brescovit, 2006 — Brasile
- Scytodes kaokoensis Lawrence, 1928 — Namibia
- Scytodes karrooica Purcell, 1904 — Sudafrica
- Scytodes kinsukus Patel, 1975 — India
- Scytodes kinzelbachi Wunderlich, 1995 — Giordania
- Scytodes lanceolata Purcell, 1904 — Sudafrica
- Scytodes lara Rheims & Brescovit, 2004 — Brasile
- Scytodes lawrencei Lessert, 1939 — Africa centrale e orientale
- Scytodes leipoldti Purcell, 1904 — Sudafrica
- Scytodes leprosula Strand, 1913 — Africa centrale
- Scytodes lesserti Millot, 1941 — Guinea
- Scytodes lewisi Alayón, 1985 — Giamaica
- Scytodes lineatipes Taczanowski, 1874 — dal Venezuela al Paraguay
- Scytodes liui Wang, 1994 — Cina
- Scytodes longipes Lucas, 1844 — Regione fra i due Tropici
  - Scytodes longipes simplex Franganillo, 1926 — Cuba
- Scytodes lorenzoi Alayón, 1977 — Cuba
- Scytodes lugubris (Thorell, 1887) — Regione fra i due Tropici
- Scytodes luteola Simon, 1893 — Venezuela
- Scytodes lycosella Purcell, 1904 — Sudafrica
- Scytodes lyriformis Purcell, 1904 — Sudafrica
- Scytodes magna Bristowe, 1952 — Malaysia
- Scytodes major Simon, 1886 — Africa
- Scytodes makeda Rheims, Brescovit & van Harten, 2006 — Yemen, Oman
- Scytodes mangabeiras Rheims & Brescovit, 2009 — Brasile
- Scytodes mapia Rheims & Brescovit, 2000 — Brasile
- Scytodes mapinguari Rheims & Brescovit, 2004 — Brasile
- Scytodes maquine Rheims & Brescovit, 2009 — Brasile
- Scytodes maresi Rheims & Brescovit, 2001 — Brasile
- Scytodes maritima Lawrence, 1938 — Sudafrica
- Scytodes marlieria Rheims & Brescovit, 2009 — Brasile
- Scytodes maromba Rheims & Brescovit, 2009 — Brasile
- Scytodes marshalli Pocock, 1902 — Sudafrica
- Scytodes martiusi Brescovit & Höfer, 1999 — Brasile
- Scytodes mawphlongensis Tikader, 1966 — India, Nepal
- Scytodes mayahuel Rheims, Brescovit & Durán-Barrón, 2007 — Messico
- Scytodes montana Purcell, 1904 — Sudafrica
- Scytodes multilineata Thorell, 1899 — Africa centrale e occidentale
- Scytodes nambiobyrassu Rheims & Brescovit, 2009 — Brasile
- Scytodes nambiussu Rheims & Brescovit, 2006 — Brasile
- Scytodes nanahuatzin Rheims, Brescovit & Durán-Barrón, 2007 — Messico
- Scytodes nigristernis Simon, 1907 — Guinea-Bissau
- Scytodes noeli Alayón, 1977 — Cuba
- Scytodes obelisci Denis, 1947 — Egitto
- Scytodes opoxtli Rheims, Brescovit & Durán-Barrón, 2007 — Messico
- Scytodes oswaldi Lenz, 1891 — Madagascar
- Scytodes paarmanni Brescovit & Höfer, 1999 — Brasile
- Scytodes pallida Doleschall, 1859 — India, Cina, Filippine, Nuova Guinea
- Scytodes panamensis Brescovit & Rheims, 2001 — Panama
- Scytodes panguana Brescovit & Höfer, 1999 — Perù
- Scytodes pholcoides Simon, 1898 — Isole Seychelles
- Scytodes pintodarochai Rheims & Brescovit, 2009 — Brasile
- Scytodes piroca Rheims & Brescovit, 2000 — Brasile
- Scytodes piyampisi Rheims et al., 2005 — Brasile
- Scytodes propinqua Stoliczka, 1869 — Pakistan
- Scytodes pulchella Berland, 1914 — Africa orientale
- Scytodes punctipes Simon, 1907 — Isola Principe (Golfo di Guinea)
- Scytodes quarta Lawrence, 1927 — Namibia
- Scytodes quattuordecemmaculata Strand, 1907 — Cina
  - Scytodes quattuordecemmaculata clarior Strand, 1907 — Cina
- Scytodes quinqua Lawrence, 1927 — Namibia
- Scytodes redempta Chamberlin, 1924 — Messico
- Scytodes reticulata Jézéquel, 1964 — Costa d'Avorio
- Scytodes robertoi Alayón, 1977 — Cuba
- Scytodes rubra Lawrence, 1937 — Sudafrica
- Scytodes ruizensis Strand, 1914 — Colombia
- Scytodes saaristoi Rheims & Brescovit, 2009 — Brasile
- Scytodes saci Rheims & Brescovit, 2004 — Brasile
- Scytodes sansibarica Strand, 1907 — Zanzibar (Tanzania)
- Scytodes schultzei Purcell, 1908 — Sudafrica
- Scytodes semipullata (Simon, 1909) — Tibet
- Scytodes sexstriata Roewer, 1960 — Afghanistan
- Scytodes silvatica Purcell, 1904 — Sudafrica
- Scytodes sincora Rheims & Brescovit, 2009 — Brasile
- Scytodes skuki Rheims & Brescovit, 2001 — Brasile
- Scytodes socialis Miller, 2006 — Madagascar
- Scytodes sordida Dyal, 1935 — Pakistan
- Scytodes stoliczkai Simon, 1897 — India
- Scytodes strandi Spassky, 1941 — Asia centrale
- Scytodes strussmannae Rheims & Brescovit, 2001 — Brasile
- Scytodes subadulta Strand, 1911 — Isole Aru (Arcipelago delle Molucche)
- Scytodes subthoracica Strand, 1906 — Camerun
- Scytodes subulata Purcell, 1904 — Sudafrica
- Scytodes suffusa Strand, 1906 — Africa orientale
- Scytodes symmetrica Lawrence, 1938 — Sudafrica
- Scytodes tabuleiro Rheims & Brescovit, 2009 — Brasile
- Scytodes tacapepucu Rheims & Brescovit, 2006 — Brasile
- Scytodes tapacura Rheims & Brescovit, 2009 — Brasile
- Scytodes tapuia Rheims & Brescovit, 2009 — Brasile
- Scytodes tardigrada Thorell, 1881 — Myanmar, Nuova Guinea, Queensland
- Scytodes tegucigalpa Brescovit & Rheims, 2001 — Honduras
- Scytodes tenerifensis Wunderlich, 1987 — Isole Canarie
- Scytodes tertia Lawrence, 1927 — Angola, Namibia
- Scytodes testudo Purcell, 1904 — Sudafrica
- Scytodes tezcatlipoca Rheims, Brescovit & Durán-Barrón, 2007 — Messico
- Scytodes thoracica (Latreille, 1802) — Regione olartica, Isole del Pacifico
- Scytodes tinkuan Rheims & Brescovit, 2004 — Brasile
- Scytodes tlaloc Rheims, Brescovit & Durán-Barrón, 2007 — Messico
- Scytodes triangulifera Purcell, 1904 — Sudafrica
- Scytodes trifoliata Lawrence, 1938 — Sudafrica
- Scytodes turvo Rheims & Brescovit, 2009 — Brasile
- Scytodes tuyucua Brescovit, Rheims & Raizer, 2004 — Brasile
- Scytodes tyaia Rheims & Brescovit, 2009 — Brasile
- Scytodes tyaiamiri Rheims & Brescovit, 2006 — Brasile
- Scytodes tyaiapyssanga Rheims & Brescovit, 2006 — Brasile
- Scytodes tzitzimime Rheims, Brescovit & Durán-Barrón, 2007 — Messico
- Scytodes uligocetes Valerio, 1981 — Costa Rica
- Scytodes una Rheims & Brescovit, 2009 — Brasile
- Scytodes univittata Simon, 1882 — dalle Isole Canarie al Myanmar, vive nelle pareti domestiche in America centro-meridionale
  - Scytodes univittata unilineata Thorell, 1887 — Myanmar
- Scytodes upia Rheims & Brescovit, 2006 — Brasile
- Scytodes vassununga Rheims & Brescovit, 2009 — Brasile
- Scytodes vaurieorum Brescovit & Rheims, 2001 — Messico, Guatemala
- Scytodes velutina Heineken & Lowe, 1832 — Mediterraneo, Isole Capo Verde
- Scytodes venusta (Thorell, 1890) — dallo Sri Lanka a Giava, introdotto in Olanda
- Scytodes vieirae Rheims & Brescovit, 2000 — Brasile
- Scytodes vittata Keyserling, 1877 — Colombia, Brasile
- Scytodes xai Rheims & Brescovit, 2006 — Brasile
- Scytodes ybyrapesse Rheims & Brescovit, 2006 — Brasile
- Scytodes yphanta Wang, 1994 — Cina
- Scytodes yssaiapari Rheims & Brescovit, 2006 — Brasile
- Scytodes ytu Rheims & Brescovit, 2009 — Brasile
- Scytodes zamena Wang, 1994 — Cina
- Scytodes zamorano Brescovit & Rheims, 2001 — Honduras
- Scytodes zapatana Gertsch & Mulaik, 1940 — USA

## Soeuria
Soeuria Saaristo, 1997
- Soeuria soeur Saaristo, 1997 — Isole Seychelles

## Stedocys
Stedocys Ono, 1995
- Stedocys leopoldi (Giltay, 1935) — Malaysia
- Stedocys pagodas Labarque et al., 2009 — Cina
- Stedocys uenorum Ono, 1995 — Thailandia